# Journée internationale des personnes handicapées

Drapeau du handicap représentant les droits des personnes handicapées.

La Journée mondiale des personnes handicapées est organisée tous les 3 décembre depuis 1992 par les nations unies, afin de soutenir les personnes handicapées. Elle vise à sensibiliser les gens pour des questions relatives à l'incapacité et promouvoir les "Design pour Tous" dans l'intention d'assurer les droits des handicapés, et intégrer les handicapés dans la vie politique, économique et culturelle.

## Thèmes des éditions de la Journée internationale des personnes handicapées
- 1998 : Arts, Cultures et La vie autonome[2]
- 1999 : Accessibilité pour  tous pour le nouveau Millénaire[2]
- 2000 : Accessibilité des technologies de l’information pour tous[2]
- 2001 : Pleine participation et égalité: Appel en faveur de nouvelles démarches pour évaluer  progrès et résultats[2]
- 2002 : Vie indépendante et moyens de subsistance durables[2]
- 2003 : Notre voix[2]
- 2004 : Rien de ce qui nous concerne ne doit être fait sans nous consulter[2]
- 2005 : Droits des personnes handicapées : Mesures pour le développement[2]
- 2006 : Accessibilité électronique[2]
- 2007 : Un travail décent pour les personnes handicapées[2]
- 2008 : Convention relative aux droits des personnes handicapées : Dignité et justice pour tous[2]
- 2009 : Les OMD pour tous : capacitation des personnes handicapées et de leurs communautés dans le monde entier[2]
- 2010 : Tenir la promesse, intégrer la dimension du handicap dans les objectifs du Millénaire[2]
- 2011 : Ensemble pour un monde meilleur pour tous : inclure les personnes handicapées dans le développement »[3]
- 2012 : Éliminer les obstacles pour favoriser une société inclusive et accessible à tous! [4]
- 2013 : Personnes handicapées : briser les barrières, ouvrir les portes; vers une société inclusive et un développement accessible à tous [5]
- 2014 : Développement durable: la promesse de la technologie [6]
- 2015 : Les questions d'inclusion : accès et autonomisation des personnes handicapées[7]
- 2016 : Atteindre 17 objectifs pour l'avenir que nous voulons [8]
- 2017 : Transformation vers des sociétés durables et résilientes pour tous [9]
- 2018 : Autonomiser les personnes handicapées et assurer la participation et l'égalité
- 2019 : Promouvoir la participation et le rôle des personnes handicapées: faire progresser le Programme de développement durable à l'horizon 2030[1]
- 2020 : Reconstruire en mieux - Vers un monde post-COVID-19 inclusif, accessible et durable
- 2022 : Des solutions pour un développement inclusif : le rôle de l'innovation pour un monde acesible et équitable
- 2023 : Unis dans l'action pour sauver et réaliser les objectifs de développement durable pour, avec et par les personnes handicapées
- 2024 : Amplifier le leadership des personnes handicapées pour un avenir inclusif et durable